# Sword of the Stars
Sword of the Stars (с англ. — «Меч Звёзд») — игра для PC в жанре пошаговая стратегия с элементами стратегии в реальном времени от независимого разработчика Kerberos Productions, выпущенная Lighthouse Interactive.
Чтобы не «засорять» экран лишней информацией, некоторые элементы других космических стратегий не были включены в игру, такие как вторжение планет и истребители. Игрок также не выбирает типы построек на планетах, а всего лишь устанавливает процент доходов используемый на инфраструктуру. Также, каждая из четырёх рас включённых в игру имеет «свой» тип межзвёзного перемещения, отличный от других.

## Заставка
В начале XXII века, человечество сбежало из Эйнштейновской клетки.
Гигантские узловые двигатели дали возможность людям путешествовать к звездам со скоростью многократно превосходящей скорость света. После нескольких веков мечтаний люди наконец смогли покинуть свою колыбель. 
Долгие годы мы строили первый земной колониальный корабль.
«Новая Мария» стала символом надежды для всего человечества. Самые лучшие представители нашей расы вошли в экипаж корабля. Они приготовились к отлёту, собираясь покорить Галактику, в которой, как мы уже давно решили, нет разумной жизни.
Вселенная просто ждала когда мы придем и завладеем ей.
Жаль, что никто не сказал об этом хайверам.
Они пришли молча. Ни заявления о намерениях. Ни объявления войны. Они даже не требовали, чтобы мы сдались.
Они напали на нас без предупреждения; в течение нескольких секунд наши мечты о мирном покорении звезд были разбиты огненным метеоритным дождём, обрушившимся на Землю.
Через несколько лет мы поняли, что столкнулись лишь с маленьким разведывательным флотом — нам ещё только предстояло узнать всю силу роя.
Но хайверы были не единственной угрозой. Во время путешествий по Галактике мы встретились с легионами безжалостных таркасов и призрачными флотами таинственных лииров. И тогда мы научились строить более крупные и прочные корабли, создавать оружие, обладающее огромной разрушительной силой. Человечеству пришлось изучать, колонизировать и завоевывать космос, чтобы отстоять своё право на существование во вселенной, где проявить слабость — значило потерпеть поражение. И мы готовы стать … Повелителями звезд.

## Космический бой
Во время космический боёв, которые могут происходить на орбитах планет или в глубоком космосе (при перехватах), всё происходит на двухмерной площади, хотя сами корабли сделаны в 3D. Корабли могут пролетать друг над другом, чтобы избежать столкновений (хотя столкновения возможны). Каждый выстрел прослеживается игрой до момента попадания или промаха, то есть выстрел, промазавший по одному кораблю может попасть в корабль за ним. При увеличении корабля, можно давать приказы атаковать одну из трёх частей корабля или даже каждое орудие.

## Дизайн кораблей
В игре три класса кораблей: эсминец (длина ≈ 30 метров), крейсер (длина ≈ 90 метров), и линкор (длина ≈ 270 метров). У каждого корабля есть три части: командная, задачная (миссия / обеспечение), и двигательная. Эти части зависят от изученных технологий. Задачные части обозначают предназначения корабля и могут быть всем от Бронированной части (для боевых кораблей) до Глушительной (прячет информацию о флоте от врага). Существует также часть под названием Дикий Хорёк, которая заставляет вражеские ракеты целить в него, а не в какую-то более важную цель; также может быть использована для заманивания ракет в зону поражения противоракетных орудий. Командные части добавляют вторичную функцию кораблю, например часть под названием Глубокое Сканирование даёт флоту большую видимость во время боя. Что касается щитовых, дефлекторных, и стелс-частей, то они являются задачными частями эсминцев и командными — для крейсеров.

## Исследования
Экран исследования выполнен в виде цилиндра, который можно вращать изнутри. В отличие от многих других игр, технологии в Sword of the Stars случайно выбираются в начале игры. То есть, в игре нельзя изучить все технологии. У каждой технологии есть своя вероятность появления в игре, например «Улучшенная Невидимость» (англ. Advanced Cloaking), позволяющая кораблям стрелять даже когда невидимые, имеет очень маленький шанс попасть в дерево исследований.

## Дальнейшие разработки
По словам работников Kerberos, компания работает над дополнением игры, а также над продолжением. 26 февраля 2007 года компания Lighthouse объявила первое дополнение для Sword of the Stars под названием Sword of the Stars: Born of Blood (с англ. — «Рождённые кровью») которое они планируют выпустить в середине апреля 2007 года.
13 августа 2008 года Lighthouse Interactive анонсировала второе дополнение под названием «A Murder of Crows» (с англ. — «Убийство ворон»).
17 июня 2009 года Paradox Interactive и Kerberos Productions выпустили третье дополнение под названием «Argos Naval Yards» (с англ. — «Верфи Аргоса»). Это дополнение не добавляет новых рас, а сосредоточено на новых корабельных секциях, технологиях и орудиях. Это дополнение является последним для игры. Следующим выпуском ожидается вторая часть.
27 января 2010 года Paradox Interactive и Kerberos Productions объявили о разработке продолжения под названием «Sword of the Stars 2: The Lords of Winter» (с англ. — «Повелители зимы»). Вторая часть не только добавит седьмую расу — древних и злобных суул’ков, но и дальше будет развивать историю всех рас и игрового мира. Например, зуулы разделятся на две фракции, одна из которых останется верной создателям а другая встанет на сторону других рас. Морриги же станут конфедерацией независимых миров вместо единой империи. Выпуск продолжения запланирован на 28 октября 2011 года. Чтобы сделать управление империей более удобным, разработчики улучшат интерфейс и создадут карту приказов. Тактические битвы будут по-прежнему проходить в 3D. Звездные системы перестанут быть единым целым — игра начнет отслеживать отдельные планеты, спутники и прочие небесные тела. Захватить их помогут мощные военные флоты, которые возглавят суда класса «Левиафан», втрое большие, чем самые крупные корабли из первой части. При этом возможности разных рас будут сильно отличаться, так как Kerberos обещает вырастить уникальные «технологические деревья» для каждой.

## Отзывы
| Сводный рейтинг | Сводный рейтинг |
| Агрегатор       | Оценка          |
| --------------- | --------------- |
| GameRankings    | 68,27 %         |